# 湖南省水利厅
湖南省水利厅是中华人民共和国湖南省人民政府管理湖南省水行政的组成部门。

## 主要职能
1. 研究拟定全省水利工作的方针政策、发展战略、中长期规划和年度计划，拟定有关地方性法规和规章并监督实施。
2. 统一管理水资源（含空中水、地表水、地下水）；组织拟定全省和跨市、州水长期供求计划、水量分配方案并监督实施；组织有关国民经济总体规划、城市规划及重大建设项目的水资源和防洪的论证工作；组织实施取水许可制度和水资源费征收制度；拟定节约用水政策、编制节约用水规划，制订有关标准，组织、指导和监督全省节约用水工作；发布全省水资源信息；指导全省水文工作。
3. 按照国家和我省资源与环境保护的有关法律法规和标准，拟定水资源保护规划；组织水功能区的划分；监测江河湖库的水量、水质，审定水域纳污能力，提出不同水功能区限制排污总量控制意见。
4. 组织，指导水政监察和水行政执法；协调并仲裁部门间和市、州间的水事纠纷。
5. 拟定水利行业的经济调节措施；负责水利行业的国有资产保值增值的监管，对水利资金的使用进行宏观调节和监管；指导水利行业的供水、水电及多种经营工作；研究提出有关水利的价格、税收、信贷、财务等经济调节意见。
6. 负责全省水利建设与管理工作。组织编制和负责审查大中型水利基建项目建议书和可行性报告；组织重大水利科学研究和技术推广；组织拟定水利行业技术质量标准和水利工程的规程、规范并监督实施。
7. 组织、指导水利设施、水域及其岸线的管理与保护；组织指导江河、湖泊、水库、河口滩涂的治理和开发；组织建设和指导管理具有控制性的或跨市、州的重要水利工程；组织、指导水库、水电站大坝等安全监管。
8. 承担省防汛抗旱指挥部的日常工作，组织、协调、监督、指导全省防汛抗旱工作，对洞庭湖和主要河流及重要水利工程实施防汛抗旱调度。
9. 指导农村水利工作。组织协调农田水利基本建设、农村水电电气化和乡镇供水工作；指导节水灌溉和农村饮水工作；对大中型水电站建设的选址、库容规划提出意见。
10. 组织全省水土保持工作。研究制订水土保持工程措施规划，组织水土流失的监测和综合防治。
11. 负责省水利行业的科技教育和对外合作工作；指导全省水利队伍建设。
12. 管理省水文水资源勘测局、省洞庭湖水利工程管理局。
13. 承办省委、省人民政府交办的其他事项。[1]

## 机构设置

### 内设机构
- 办公室
- 规划计划处
- 水政水资源处（湖南省节约用水办公室）
- 财务处
- 科技教育处
- 水利建设与管理处
- 水土保持处
- 人事处
- 离退办
- 机关党委
- 纪检监察
- 后勤服务中心[2]

### 直属机构
- 湖南省防汛抗旱指挥部办公室
- 洞庭湖水利工程管理局
- 湖南省水利信息中心
- 湖南省水利工程管理局
- 湖南省农村水电及电气化发展局
- 湖南省水利水电重点开发项目办公室
- 湖南省综合事业局
- 湖南省水电勘测设计研究总院
- 湖南省水文水资源勘测局
- 湖南省水利水电职业技术学院
- 湖南省水利水电科学研究所
- 湖南省防汛通讯中心
- 湖南省水利水电施工管理局
- 湖南省水利水电医院
- 湖南省水工机械有限责任公司
- 湖南省双牌水电站
- 湖南省欧阳海灌区管理局
- 湖南省江垭水库管理局
- 湖南省水府庙水电站
- 湖南省酒埠江水电站
- 湖南省南津渡水电站
- 湖南省水利水电第一工程公司
- 湖南省水利水电工程总公司
- 湖南省水利水电机械施工公司[3]